# Selenge (provins)
Selenge (mongoliska: Сэлэнгэ аймаг, Selenge ajmag) är en provins i norra Mongoliet. Den har totalt 99 950 invånare (2000) och en areal på 41 200 km². Provinsen har fått sitt namn efter floden Selenga. Provinshuvudstad är Süchbaatar.

## Administrativ indelning
Provinsen är indelad i 17 distrikt (sum): Altanbulag, Baruunbüren, Bayangol, Hüder, Hushaat, Javhlant, Mandal, Orhon, Orhonnuur, Sant, Sajchhan, Shaamar, Sühbaatar (suma), Tsagaannuur, Tüshig, Yöröö och Züünbüren.